# 阿蘭薩蘇
阿蘭薩蘇是哥倫比亞的城鎮，位於該國中部，由卡爾達斯省負責管轄，距離首府馬尼薩萊斯52公里，始建於1853年11月9日，面積172平方公里，海拔高度1,826米，2005年人口12,181。
5°18′N 75°27′W / 5.300°N 75.450°W